# 1355年
| 千纪： | 2千纪 |
| 世纪： | 13世纪 \| 14世纪 \| 15世纪                                                                                                   |
| 年代： | 1320年代 \| 1330年代 \| 1340年代 \| 1350年代 \| 1360年代 \| 1370年代 \| 1380年代                                             |
| 年份： | 1350年 \| 1351年 \| 1352年 \| 1353年 \| 1354年 \| 1355年 \| 1356年 \| 1357年 \| 1358年 \| 1359年 \| 1360年                   |
| 纪年： | 乙未年（羊年）；元至正十五年；徐壽輝治平五年；張士誠天佑二年；韓林兒龍鳳元年；越南紹豐十五年；日本南朝正平十年，北朝文和四年 |

## 大事记
- 郭子興病逝，麾下勢力大多由朱元璋繼承。
- 脱脱被革职流放云南，后被中书平章政事（副相）哈麻假傳元順帝詔令自盡。
- 杜遵道、劉福通先立韓林兒為帝，號小明王，國號宋，都亳州，改元龍鳳，杜遵道為丞相，後被劉福通所殺。
- 徐壽輝的天完政權重新取得湘、贛等地，遷都漢陽（今武漢漢陽），實權被宰相倪文俊掌握。
- 張士誠攻入平江路（今蘇州市）並改平江路為隆平府。
- 六月，朱元璋督師渡江，攻下牛渚磯，進佔採石，佔領太平。元朝民兵元帥陳埜先率兵數萬進攻太平，朱元章派徐達、鄧愈、湯和率軍迎敵，元軍大敗，陳埜先被俘投降。
- 七月，朱元璋的元帥張天佑率軍和降將陳埜先攻打集慶，無功而還。
- 八月，朱元璋命徐達攻克集慶附近的溧水、溧陽等地。
- 九月，朱元璋命郭天敘、張天佑、陳埜先攻打集慶，陳整先再叛，誘殺郭天敘，俘獲張天佑，朱元璋被迫撤退，陳埜先被高仙鄉民兵百戶盧德茂誘殺。
- 英格蘭國王愛德華三世命其長子黑太子愛德華領軍自波爾多出發，對法蘭西王國南部的阿馬尼亞克、朗格多克與土魯斯地區發動騎行劫掠，極大地削弱法蘭西王國抵禦英格蘭王國入侵的經濟能力。

## 出生
- 朱標出生。

## 逝世
- 郭子興，元末民變領袖，紅巾軍起事者。
- 孫德崖，元末民變領袖，統轄淮北紅巾軍。
- 杜遵道，元末民變領袖，紅巾軍起事者。
- 脫脫，蒙古族蔑儿乞人。曾出任御史大夫和中書省右丞相。